# 1984년 동계 올림픽 푸에르토리코 선수단

1984년 동계 올림픽 푸에르토리코 선수단은 유고슬라비아 사라예보에서 개최된 1984년 동계 올림픽에 참가한 올림픽 푸에르토리코 선수단이다.
푸에르토리코의 사상 첫 동계 올림픽 참가이며, 이번 대회에는 루지 종목의 조지 터커라는 선수만 출전했다.

## 루지
남자
| 선수      | 1차    | 1차  | 2차    | 2차  | 3차    | 3차  | 4차    | 4차  | 총합     | 총합 |
| 선수      | 시간   | 순위 | 시간   | 순위 | 시간   | 순위 | 시간   | 순위 | 시간     | 순위 |
| --------- | ------ | ---- | ------ | ---- | ------ | ---- | ------ | ---- | -------- | ---- |
| 루지 터커 | 53.962 | 31   | 52.907 | 31   | 53.271 | 31   | 52.873 | 30   | 3:33.013 | 30   |

## 참조
- 올림픽 공식 결과 보관됨 2012-02-04 - 웨이백 머신